# Danny García
Danny García est un boxeur américain né le 20 mars 1988 à Philadelphie en Pennsylvanie.

## Carrière
Passé professionnel en 2007, il bat successivement Nate Campbell et Kendall Holt en 2011 puis devient champion du monde des super-légers WBC le 24 mars 2012 après sa victoire aux points contre Erik Morales. Danny Garcia affronte ensuite Amir Khan le 14 juillet 2012 pour un combat de réunification des titres WBA & WBC à Las Vegas et l'emporte par arrêt de l'arbitre au 4e round. Le 12 octobre 2012, il gagne son combat revanche contre Morales par KO à la 4e reprise à Brooklyn puis bat aux points Zab Judah le 27 avril 2013, Lucas Matthysse le 14 septembre 2013 et Mauricio Herrera le 15 mars 2014. 
Danny García enchaîne par 3 nouvelles victoires (mais sans titre en jeu) contre Rod Salka, Lamont Peterson et Paul Malignaggi et laisse ses ceintures WBC et WBA vacantes respectivement en juin et septembre 2015. Le 23 janvier 2016, il remporte le titre WBC vacant des poids welters en dominant aux points Robert Guerrero mais le perd le 4 mars 2017 lors d'un combat de réunification contre Keith Thurman, champion WBA.
Il relance sa carrière le 17 février 2018 en battant par arrêt de l'arbitre au 9e round Brandon Rios puis s'incline à nouveau aux points face à Shawn Porter le 8 septembre 2018 dans un combat pour le gain du titre vacant WBC des poids welters, puis contre Errol Spence Jr. le 5 décembre 2020.